# Loingsech mac Óengusso
Loingsech mac Óengusso (m. 703) fue un Rey Supremo de Irlanda.
Loingsech era miembro de la rama de Cenél Conaill de los Uí Néill del norte. Pese a que su padre Óengus (m. 650) no había sido Rey Supremo, su abuelo Domnall mac Áedo (m. 642) sí que ostentó el título.

## Acontecimientos tempranos
Loingsech aparece mencionado en los anales de Irlanda en el año 672 cuándo derrotó y mató a Dúngal mac Máele Tuil de Cenél mBógaine. Los Cenél mBógaine eran una rama de Cenél Conaill situados en el suroeste de Donegal. Los Anales de Ulster no mencionan a Loingsech como vencedor, mientras que los Anales de Tigernach sí. Los Anales de los Cuatro Maestros se refieren a Loingsech como jefe de Cenél Conaill respecto a este acontecimiento. Su ascensión al señorío del Cenél Conaill no se menciona, aunque la muerte de su tío Ailill Flann Esa (m. 666) se recuerda durante los años de peste.

## Rey Supremo
La Crónica de Irlanda registra el principio del reinado de Loingsech en 696, tras el asesinato de su predecesor Fínsnechta Fledach el año anterior. El registro en los Anales de Ulster puede mostrar que Congalach mac Conaing Cuirre (m. 696) de Síl nÁedo Sláine fue un rival de Loingsech por el título tras el asesinato de Fínsnechta. No sería hasta después de la muerte de Congalach que el anal, probablemente basado en una crónica contemporánea conservada en Iona, anuncia el comienzo del reinado de Loingsech. Los Anales de Tigernach por otro lado sitúan el comienzo del reinado de Loingsech en 695 antes de la muerte de Congalach. Gobernó como rey supremo entre 695–703.
Fue en su reinado que Adomnán– miembro del Cenél Conaill- llegó para predicar en Irlanda. Loingsech aparece como el primer firmante no eclesiástico de la "ley de los inocentes de Adomnán  " —el Cáin Adomnáin—acordado en el Sínodo de Birr en 697. Loingsech dio su pleno apoyo a esta ley.
Los anales recuerdan pestes en personas y ganado, y hambruna subsiguiente, durante su reinado. Según Keating esta hambruna duró tres años.

## Muerte y descendientes
La expansión de Cenél Conaill en el norte había sido bloqueada por la expansión de los rivales Cenél nEógain en Derry. Como resultado, su vía de expansión se desplazó al sur en Connacht. Esto junto con un deseo de hacer de su título una realidad, provocó un ataque en Connacht en 703. Loingsech fue asesinado en 703, en la Batalla de Corann (en el sur de Co.Sligo) contra los hombres de Connacht dirigidos por su rey Cellach mac Rogallaig (m. 705). La Crónica de Irlanda le llama nuevamente Rey Supremo en su obituario. Los anales dicen que tres de los hijos de Loingsech (Artgal y Connachtach y Flann Gerg) murieron junto a él.

Una cuarteta atribuida a Cellach reza:
 "Por sus acciones de ambición, en la mañana fue muerto en Glais Chuilg; yo maté a Loingseach allí con una espada, el monarca de todo Irlanda alrededor."
Se casó con Muirenn ingen Cellaig (m. 748), hija de Cellach Cualann (m. 715), Rey de Leinster. Su hijo, Flaithbertach (m. 765), fue Rey Supremo. Otro hijo, Fergal, dirigió una fuerza Ui Neill en su victoria sobre Connacht para vengar la muerte de su padre en 707.
Loingsech fue sucedido como Rey de Irlanda por Congal Cennmagair (m. 710).